# Eugenia mooniana
Eugenia mooniana är en myrtenväxtart som beskrevs av Robert Wight. Eugenia mooniana ingår i släktet Eugenia och familjen myrtenväxter. Inga underarter finns listade i Catalogue of Life.